# Škrtiči

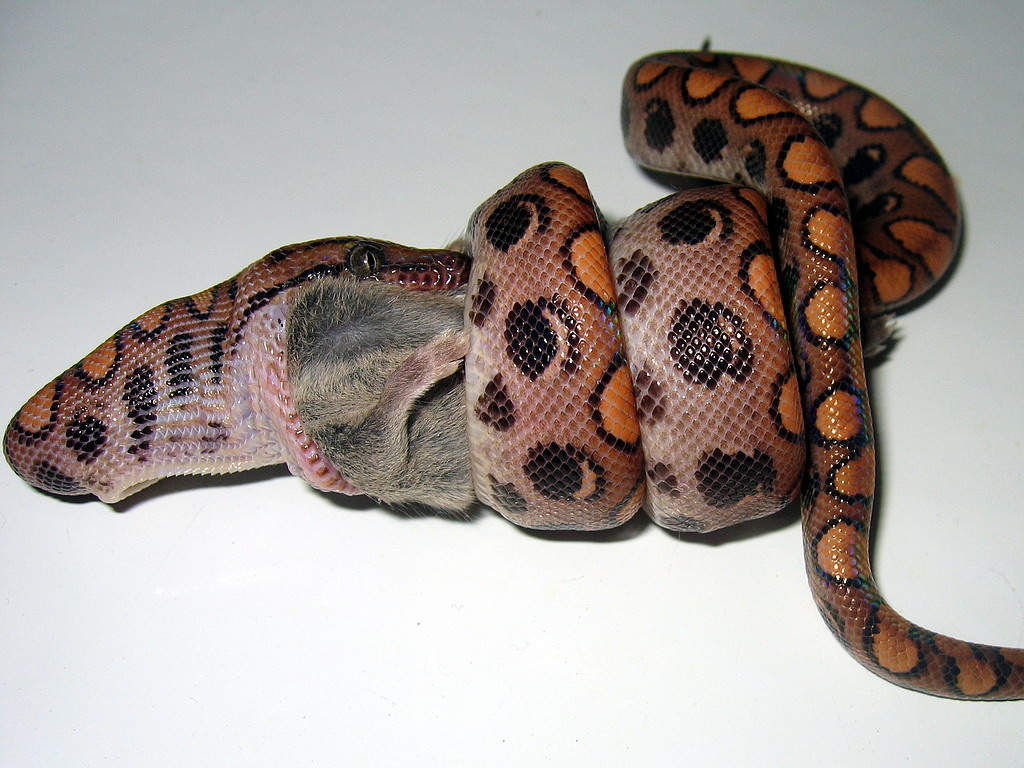
Hroznýšovec duhový (Epicrates cenchria) je typickým zástupcem škrtičů

Škrtiči je obecný název pro velké hady s velice silným svalstvem. Jsou to aktivní lovci s vyvinutými reflexy. Do své kořisti se zakousnou, omotají ji svým tělem a pevně ji sevřou, až se nemůže nadechnout a může jen vydechovat, což vede k udušení. Je však běžné, že oběť dříve umře na zástavu srdce nebo poškození vnitřních orgánů. Jakmile je kořist mrtvá, had začne povolovat a kořist vcelku sežere. Nejčastěji škrtiči loví savce, ptáky a plazy, někdy i obojživelníky, které požívají zaživa. Mezi zástupce patří například krajta tygrovitá, anakonda velká, hroznýš královský, užovka červená nebo psohlavec zelený.